# سالي الحسيني
سالي الحسيني (بالإنجليزية: Sally El Hosaini)‏، هي مُخرجة وكاتبة سيناريو ويلزية مصرية.

## روابط خارجية
سالي الحسيني على موقع IMDb (الإنجليزية)
- سالي الحسيني على موقع ألو سيني (الفرنسية)
- سالي الحسيني على موقع أول موفي (الإنجليزية)
- سالي الحسيني على موقع قاعدة بيانات الفيلم (الإنجليزية)
- سالي الحسيني على موقع كينوبويسك (الروسية)